# Smallville (8.ª temporada)
A oitava temporada de Smallville, uma série de televisão norte-americana de ficção científica, começou a ser exibida em 18 de setembro de 2008. A série narra as primeiras aventuras do kryptoniano Clark Kent como ele ajusta à sua vida na cidade fictícia de Smallville, durante os anos antes de se tornar o Superman. A oitava temporada é composta por 22 episódios e concluiu o seu primeiro arejamento em 14 de maio de 2009,  sendo a terceira temporada da série a ser exibida na rede de televisão The CW. Os membros do elenco regular durante a oitava temporada, incluem Tom Welling, Allison Mack, Erica Durance, Aaron Ashmore, juntamente com Cassidy Freeman, Sam Witwer e Justin Hartley, os novos membros do elenco regular da série.
Após o término da sétima temporada, foi anunciado que a atriz Kristin Kreuk e o ator Michael Rosenbaum, que tinham permanecido na série desde o primeiro episódio, não iriam retornar como membros regulares na oitava temporada, enquanto Laura Vandervoort e John Glover também sairam da série ao lado de Kreuk e Rosenbaum. No entanto, o personagem de Glover foi morto no episódio "Descent" da sétima temporada, enquanto a personagem de Vandervoort foi escrita para fora da série após uma temporada,  os criadores da série Alfred Gough e Miles Millar também deixaram o seriado, permitindo que Kelly. Souders, Brian Peterson, Todd Slavkin e Darren Swimmer substituissem como produtores executivos. Isso permitiu a série de "revigorar" em si, introduzindo novos personagens e novas histórias, bem como desenvolver a compreensão de Clark em relação a seu destino.
A oitava temporada teve média de 3,74 milhões de telespectadores por episódio, e também recebeu uma indicação na categoria de melhor edição de som para o prêmio do Emmy Award.

## Enredo
Esta temporada centra-se em Clark Kent, que se formou em jornalismo na Universidade Central Kansas e começa a trabalhar como repórter no Planeta Diário em Metrópolis, e começando a abraçar mais o seu propósito como o herói da Terra, e tendo sentimentos românticos por Lois Lane. Enquanto Lex Luthor é dado como morto, e Lana Lang deixa a cidade de Smallville, Clark também se reúne com novos personagens, como Davis Bloome, a versão Smallville do personagem Doomsday, bem como a nova CEO da LuthorCorp, Tess Mercer. Em outros eventos, Clark e Oliver Queen entram em confrontos sobre como devem lidar com Lex quando ele reaparece, enquanto Chloe Sullivan e Jimmy Olsen se casam. Além disso, nesta temporada vê o aparecimento de outros personagens da DC Comics, incluindo as aparições recorrentes da Plastique e dos membros da Legião de Super-Heróis.

## Elenco

### Principal
| Ator            | Personagem     | Frequência   |
| --------------- | -------------- | ------------ |
| Tom Welling     | Clark Kent     | 22 episódios |
| Allison Mack    | Chloe Sullivan | 22 episódios |
| Erica Durance   | Lois Lane      | 12 episódios |
| Aaron Ashmore   | Jimmy Olsen    | 11 episódios |
| Cassidy Freeman | Tess Mercer    | 13 episódios |
| Sam Witwer      | Davis Bloome   | 12 episódios |
| Justin Hartley  | Oliver Queen   | 12 episódios |

### Recorrente
| Ator                   | Personagem       | Frequência  |
| ---------------------- | ---------------- | ----------- |
| Dario Dalacio          | Doomsday         | 5 episódios |
| Kristin Kreuk          | Lana Lang        | 5 episódios |
| Mike Dopud             | George           | 5 episódios |
| Anna Williams          | Eva Greer        | 4 episódios |
| Ari Cohen              | Regan Matthews   | 3 episódios |
| Alessandro Juliani     | Emil Hamilton    | 3 episódios |
| Phil Morris            | John Jones       | 3 episódios |
| Alaina Huffman         | Dinah Lance      | 2 episódios |
| Jessica Parker Kennedy | Bette Sans Souci | 2 episódios |
| Jason Poulsen          | Colin            | 2 episódios |
| Ryan Kennedy           | Rokk Krinn       | 2 episódios |
| Bill Mondy             | Edward Groll     | 2 episódios |
| Stephen Lobo           | Randall Brady    | 2 episódios |
| Sara Canning           | Kat              | 2 episódios |
| Kevin Miller           | Lex Luthor       | 2 episódios |
| Max Train              | Jesse Watts      | 2 episódios |
| Laura Vandervoort      | Kara Kent        | 1 episódio  |

## Episódios
| № | #  | Título        | Diretor        | Escritor                                                     | Data de estréia        | Código de produção | Audiência |
| --- | -- | ------------- | -------------- | ------------------------------------------------------------ | ---------------------- | ------------------ | --------- |
| 153 | 1  | "Odisséia"    | Kevin Fair     | Kelly Souders, Brian Peterson, Todd Slavkin e Darren Swimmer | 18 de setembro de 2008 | 3T7451             | N/D       |
| A Liga da Justiça, liderada pelo Arqueiro Verde (Justin Hartley), chega ao Ártico à procura de Clark (Tom Welling), que desapareceu depois que a fortaleza desabou. O time imediatamente tem um confronto com a nova presidente da LuthorCorp, Tess Mercer (Cassidy Freeman). Enquanto isso, Chloe (Allison Mack) está sendo mantida presa por um grupo suspeito que descobriu que ela tem um novo poder, e Clark teve seus poderes arrancados por Jor-El. |    |               |                |                                                              |                        |                    |           |
| 154 | 2  | "Explosiva"   | Rick Rosenthal | Don Whitehead & Holly Henderson                              | 25 de setembro de 2008 | 3T7452             | N/D       |
| É o primeiro dia de trabalho de Clark (Tom Welling) no Planeta Diário com Lois (Erica Durance), e o casal é imediatamente jogado juntos em uma matéria quando um ônibus explode do lado de fora do jornal. Clark salva Bette (atriz convidada Jessica Parker Kennedy), uma jovem que faz amizade com Chloe (Allison Mack) por causa de suas habilidades de meteoro. Mas Bette está ocultando um grande segredo. O paramédico Davis Bloome (Sam Witwer) chega em Metrópolis e ao conhecer Chloe se sente atraído por ela. |    |               |                |                                                              |                        |                    |           |
| 155 | 3  | "Veneno"      | Mairzee Almas  | Caroline Dries                                               | 2 de outubro de 2008   | 3T7453             | N/D       |
| Oliver desmaia em um evento de caridade e revela que tem somente 24 horas de vida. Clark e Chloe ligam para Davis pedindo ajuda, mas seu diagnóstico é inflexível. Delirando, Oliver retorna para quando ficou preso em uma ilha e aprendeu a usar um arco e flecha. Ele também lembra ter encontrado Tess pela primeira vez naquela ilha depois que ela foi capturada por um traficante de drogas. Enquanto isso, Chloe decide usar seu novo poder para ajudar a salvar Oliver, chocando Clark. |    |               |                |                                                              |                        |                    |           |
| 156 | 4  | "Instinct"    | James Conway]] | Al Septien & Turi Meyer                                      | 9 de outubro de 2008   | 3T7454             | N/D       |
| Tess (Cassidy Freeman) e sua equipe fazem testes no cristal de Clark (Tom Welling) que ela recuperou do ártico, fazendo com que ele mande feixes de luz para o universo. Isso provoca a chegada de Maxima (atriz convidada Charlotte Sullivan), uma rainha do planeta Almerac que está procurando por sua alma gêmea, que ela acredita ter mandado o sinal. Infelizmente, o poder de Máxima é muito grande para os homens mortais e seu beijo os mata. A sedutora Maxima chega em Metrópolis e começa sua busca, começando com Jimmy (Aaron Ashmore). |    |               |                |                                                              |                        |                    |           |
| 157 | 5  | "Committed"   | Glen Winter    | Bryan Q. Miller                                              | 16 de outubro de 2008  | 3T7455             | N/D       |
| Depois de sua festa de noivado, Chloe e Jimmy são sequestrados por um joalheiro psicótico que foi emocionalmente traumatizado pela infidelidade de sua esposa e está agora sequestrando casais e sujeitando-os a um detector de mentira que dá choque se eles mentirem. Enquanto isso, num esforço de encontrar Chloe e Jimmy, Clark e Lois simulam um casamento e são sequestrados e então perguntandos como se sentem um pelo outro. É revelado que Lois realmente ama Clark. |    |               |                |                                                              |                        |                    |           |
| 158 | 6  | "Prey"        | Michael Rohl   | Kelly Souders & Brian Peterson                               | 23 de outubro de 2008  | 377456             | N/D       |
| Clark (Tom Welling) investiga um ataque recente em um teatro que pode ser o trabalho de um assassino em série. Suspeitando que pode ser trabalho de alguém que foi infectado pelos meteoros, ele exige que Chloe (Allison Mack) libere os nomes das pessoas a quem ela está aconselhando na Fundação Isis, o que causa um conflito entre os amigos. Davis (Sam Witwer) teme que seus momentos de inconsciência signifiquem que ele seja o assassino em série e recolhe evidências que possam incriminá-lo. Temendo o pior, ele confessa suas suspeitas para Chloe. |    |               |                |                                                              |                        |                    |           |
| 159 | 7  | "Identity"    | Mairzee Almas  | Todd Slavkin & Darren Swimmer                                | 30 de outubro de 2008  | 3T7457             | N/D       |
| Jimmy (Aaron Ashmore) tira uma foto de Clark (Tom Welling) usando a super-velocidade para salvar Lois (Erica Durance) de um assaltante e consegue revelar um borrão vermelho e azul na foto. Jimmy mostra a foto para Tess (Cassidy Freeman) que decide colocá-la na primeira página do Planeta Diário. Clark teme que sua identidade seja descoberta então ele pede para Chloe (Allison Mack) interferir junto à Jimmy, mas ela se recusa. |    |               |                |                                                              |                        |                    |           |
| 160 | 8  | "Bloodline"   | Michael Rohl   | Caroline Dries                                               | 6 de novembro de 2008  | 3T7459             | N/D       |
| Clark (Tom Welling) recebe um pacote anônimo contendo o cristal que Tess (Cassidy Freeman) encontrou no Ártico. Quando ele remove o cristal, ele ativa e o manda para junto com a visitante Lois (Erica Durance) para a Zona Fantasma onde ele se encontra com Kara (atriz convidada Laura Vandervoort). Kara abre um portal para Lois retornar mas a esposa de Zod, Faora, escapa com ela e toma posse do corpo de Lois. Uma Lois possuída causa caos em Metrópolis. |    |               |                |                                                              |                        |                    |           |
| 161 | 9  | "Abyss"       | Kevin Fair     | Don Whitehead & Holly Henderson                              | 13 de novembro de 2008 | 3T7458             | N/D       |
| Brainiac começa a apagar a memória de Chloe (Allison Mack), uma a uma até que a única pessoa que ela se lembra é Davis (Sam Witwer). Clark (Tom Welling) percebe que a única maneira de parar Brainiac é levar Chloe até a Fortaleza e pedir Jor-El para curá-la. |    |               |                |                                                              |                        |                    |           |
| 162 | 10 | "Bride"       | Jeannot Szwarc | Al Septien & Turi Meyer                                      | 20 de novembro de 2008 | 3T7460             | N/D       |
| Chloe (Allison Mack) está animada por ela está casando com Jimmy (Aaron Ashmore), mas está preocupada que Davis (Sam Witwer) vá para interromper o seu casamento. Oliver (Justin Hartley) diz para Clark (Tom Welling) que acha que descobriu onde Lex está escondido e vai para Cuba para confrontá-lo. No entanto, quando ele chega, Oliver fica chocado ao encontra Lana (Kristin Kreuk) ao invés de Lex. Clark e Lois (Erica Durance) começam a ficar mais próximos um do outro, mas tudo vira um caos quando Doomsday chega e interrompe o casamento e tenta sequestrar Chloe. |    |               |                |                                                              |                        |                    |           |
| 163 | 11 | "Legion"      | Glen Winter    | Geoff Johns                                                  | 15 de janeiro de 2009  | 3T7461             | N/D       |
| As consequências do ataque de Doomsday (Sam Witwer) no casamento de Chloe (Allison Mack) e Jimmy (Aaron Ashmore) deixam Clark (Tom Welling) em choque, mas antes que ele possa procurar pela sequestrada Chloe, O Persuader (ator convidado Fraser Aitchceson) aparece e o ataca. Rokk (ator convidado Ryan Kennedy), Imra (atriz convidada Alexz Johnson) e Garth (ator convidado Calum Worthy), também conhecidos como A Legião, aparecem vindos do futuro para ajudar a derrotar o Persuader e o grupo percebe que Brainiac tomou conta de Chloe novamente. Enquanto isso, na Fortaleza, Chloe, como Brainiac, informa a Davis que ele é Doomsday e foi criado para matar "o outro kryptoniano" e destruir o mundo. |    |               |                |                                                              |                        |                    |           |
| 164 | 12 | "Bulletproof" | Morgan Beggs   | Bryan Miller                                                 | 22 de janeiro de 2009  | 3T7462             | N/D       |
| Clark (Tom Welling) descobre que John Jones (ator convidado Phil Morris) foi baleado enquanto trabalhava como policial, então Clark coloca o uniforme e se disfarça para encontrar o culpado. Enquanto isso, Lana (Kristin Kreuk) confronta Tess (Cassidy Freeman) e diz a ela que Lex não é o homem que ela pensa. As notícias chocantes de Lana forçam Tess a reavaliar sua posição como presidente da Luthorcorp. |    |               |                |                                                              |                        |                    |           |
| 165 | 13 | "Power"       | Allison Mack   | Todd Slavkin & Darren Swimmer                                | 29 de janeiro de 2009  | 3T7463             | N/D       |
| Clark (Tom Welling) encontra Tess (Cassidy Freeman) no apartamento saqueado de Lana Lang (Kristin Kreuk) a qual está desaparecida. Tess diz a Clark, que Lex ainda está vivo e pode ter raptado Lana, finalmente revelando a verdade sobre o que aconteceu com Lana apos ter acordado de seu coma. Enquanto isso, Tess invade uma instalação secreta da LuthorCorp e fica chocada com o que descobre. |    |               |                |                                                              |                        |                    |           |
| 166 | 14 | "Requiem"     | Michael Rohl   | Don Whitehead & Holly Henderson                              | 5 de fevereiro de 2009 | 3T7464             | N/D       |
| Uma explosão na LuthorCorp mata todos os funcionários e machuca Oliver (Justin Hartley), que estava ali para anunciar a união de sua companhia com a LuthorCorp. Oliver acredita que Lex é o responsável pela explosão, mas Clark (Tom Welling) e Lana (Kristin Kreuk) descobrem que o terrorista é Winslow Schott (ator convidado Chris Gauthier), um fabricante de brinquedos e antigo empregado das Indústrias Queen com ressentimento de Oliver. |    |               |                |                                                              |                        |                    |           |
| 167 | 15 | "Infamous"    | Glen Winter    | Caroline Dries                                               | 12 de março de 2009    | 3T7465             | 3.56      |
| Linda Lake (atriz convidada Tori Spelling) retorna a Metrópolis e ameaça expor o segredo de Clark (Tom Welling) a menos que ele prometa dar a ela informações exclusivas sobre o borrão vermelho e azul para que ela possa se tornar uma repórter famosa novamente. Se recusando a ser chantageado, Clark conta a Lois (Erica Durance) seu segredo e lhe pede que escreva sua história para o Planeta Diário. |    |               |                |                                                              |                        |                    |           |
| 168 | 16 | "Turbulence"  | Kevin Fair     | Al Septien & Turi Meyer                                      | 19 de março de 2009    | 3T7466             | N/D       |
| Tess (Cassidy Freeman) convida Clark (Tom Welling) para ir em uma conferência em LA, mas acontece uma explosão no jato privado das Industrias Queen, com isso Clark deve encontrar uma maneira de salvar Tess sem que ela descubra sobre seu segredo, mas na realidade Tess armou essa explosão para que Clark revele seus poderes a ela. Davis (Sam Witwer) descobre uma forma de controlar o monstro que existe dentro de si (Doomsday). |    |               |                |                                                              |                        |                    |           |
| 169 | 17 | "Hex"         | Mairzee Almas  | Bryan Miller                                                 | 26 de março de 2009    | 3T7467             | N/D       |
| - Na festa de aniversário de Chloe (Allison Mack), uma misteriosa feiticeira chamada Zatanna (atriz convidada Serinda Swan) realiza o desejo da Chloe de ser parecida com Lois (Erica Durance) e faz a troca de corpos entre as duas. Zatanna procura o livro de feitiços do seu pai para que ela possa invocar seu espírito, mas não antes de conceder a Clark (Tom Welling) seu desejo mais profundo. |    |               |                |                                                              |                        |                    |           |
| 170 | 18 | "Eternal"     | James Marshall | Brian Peterson & Kelly Souders                               | 2 de abril de 2009     | 3T7468             | N/D       |
| Tess (Cassidy Freeman) tenta matar Davis (Sam Witwer) explodindo sua camionete. No entanto, depois que ele escapa, ela percebe que precisa de ajuda para destruí-lo e vai até Clark (Tom Welling). Tess revela a secreta infância de Davis com os Luthors e faz insinuações sobre saber da verdadeira identidade de Clark. Enquanto isso, Davis corre até Chloe (Allison Mack) para pedir ajuda. |    |               |                |                                                              |                        |                    |           |
| 171 | 19 | "Stiletto"    | Kevin Fair     | Caroline Dries                                               | 23 de abril de 2009    | 3T7469             | N/D       |
| Lois (Erica Durance) acredita que precisa de uma grande história para poder alavancar ainda mais sua carreira como repórter, já que o borrão-vermelho-azul continua fugindo dela. No entanto, após Chloe (Allison Mack) ser assaltada, Lois acaba se defendendo de um dos atacantes e usa essa oportunidade para criar uma nova heroína, Stiletto, que chegou na cidade dando exclusivas para ela. Clark (Tom Welling) está preocupado com Lois, por ela estar fingindo ser uma heroína, podendo até se machucar. Mas depois que Clark é capturado por bandidos com Kryptonita, Lois entra em cena para salvar o dia.                                                                                                  |    |               |                |                                                              |                        |                    |           |
| 172 | 20 | "Beast"       | Michael Rohl   | Genevieve Sparling                                           | 30 de abril de 2009    | 3T7470             | N/D       |
| Clark (Tom Welling) descobre que Davis (Sam Witwer) está vivo e confronta Chloe (Allison Mack) por ela está protegendo-o. Oliver (Justin Hartley) descobre que Jimmy (Aaron Ashmore) anda invadindo o apartamento de Chloe, mas as coisas pioram quando Davis salta das sombras e os ataca. |    |               |                |                                                              |                        |                    |           |
| 173 | 21 | "Injustice"   | Tom Welling    | Al Septien & Turi Meyer                                      | 7 de maio de 2009      | 3T7471             | N/D       |
| Chloe (Allison Mack) retorna e pede para Clark (Tom Welling) matar Davis (Sam Witwer), alegando que ele não consegue mais controlar o monstro dentro de si. Tess (Cassidy Freeman) está montando uma equipe de infectados por meteoros, incluindo Plastique (atriz convidada Jessica Parker Kennedy), com o objetivo de encontrar Davis para Clark assim, poder matá-lo. No entanto, as coisas ficam fora de controle, uma vez que a equipe de Tess descobre que ela está os enganando. Aaron Ashmore e Justin Hartley também estrelam. |    |               |                |                                                              |                        |                    |           |
| 174 | 22 | "Doomsday"    | James Marshall | Brian Peterson & Kelly Souders                               | 14 de maio de 2009     | 3T7472             | N/D       |
| Oliver (Justin Hartley) diz para Clark (Tom Welling) que ele deve matar Davis (Sam Witwer), já que Doomsday é uma grave ameaça e deve ser parado a qualquer custo. No entanto, Clark se recusa a tirar a vida dele na forma humana, então o Arqueiro Verde e sua equipe decidem acertar as contas com as próprias mãos. Lois (Erica Durance) enfrenta Tess (Cassidy Freeman), mas a luta acaba tendo um final chocante. Enquanto isso, Chloe (Allison Mack) fica no meio da briga entre Clark e Oliver sobre matar Davis. Aaron Ashmore também estrela. |    |               |                |                                                              |                        |                    |           |